# Manzanares
Manzanares er en flod i det centrale Spanien. Den udspringer i Sierra de Guadarrama og udmunder i Jarama-floden, en biflod til Tajo. På sit 92 km lange løb passerer Manzanares den spanske hovedstad, Madrid.
Trods sin relativt beskedne størrelse har Manzanares historisk set haft en ganske stor betydning via sit løb gennem Madrid. Byen blev grundlagt af maurerne i det 9. århundrede i form af en fæstning med overblik over floden. Under den spanske borgerkrig fungerede floden som en vigtig forsvarslinje for republikanerne under belejringen af Madrid. Jernbanebroen Puente de los Franceses over floden havde i den forbindelse stor strategiske betydning. På denne bro havde republikanerne i flere omgange held til at modstå nationalisternes angreb og forsøg på at trænge ind i byens centrum.
Floden optræder på en række malerier skabt af nogle af de store spanske mestre som Francisco de Goya.

## Biosfærereservat
Et areal på  475 km² ved floden øvre løb, i Cuenca Alta del Manzanares Regionalpark (en) blev i 1992 udpeget til biosfærereservat under UNESCOs Menneske og biosfære-programmet.